# Okrug Žilina
Okrug Žilina (slovački: Okres Žilina) nalazi se u sjevernoj i središnjoj Slovačkoj u Žilinskome kraju .  U okrugu živi 160 360 stanovnika, dok je gustoća naseljenosti 196,74 stan/km². Ukupna površina okruga je 815,08 km². Glavni grad okruga Žilina je istoimeni grad Žilina s 80 257 stanovnika.

## Stanovništvo
| Godina:     | 1994.   | 2004.   | 2014.   | 2024.   |
| ----------- | ------- | ------- | ------- | ------- |
| Broj ljudi: | 154 965 | 156 869 | 155 989 | 160 360 |
| Razlika:    |         | +1,22 % | −0,56 % | +2,80 % |

| Godina:     | 2023.   | 2024.   |
| ----------- | ------- | ------- |
| Broj ljudi: | 160 538 | 160 360 |
| Razlika:    |         | −0,11 % |

## Gradovi
- Žilina
- Rajec
- Rajecké Teplice

## Općine
| - Belá - Bitarová - Brezany - Čičmany - Divina - Divinka - Dlhé Pole - Dolná Tižina - Dolný Hričov - Ďurčiná - Fačkov - Gbeľany - Horný Hričov - Hôrky - Hričovské Podhradie - Jasenové - Kamenná Poruba | - Kľače - Konská - Kotrčiná Lúčka - Krasňany - Kunerad - Lietava - Lietavská Lúčka - Lietavská Svinná - Babkov - Lutiše - Lysica - Malá Čierna - Mojš - Nededza - Nezbudská Lúčka - Ovčiarsko - Paština Závada - Podhorie | - Porúbka - Rajecká Lesná - Rosina - Stránske - Stráňavy - Stráža - Strečno - Svederník - Šuja - Teplička nad Váhom - Terchová - Turie - Varín - Veľká Čierna - Višňové - Zbyňov |

## Ostali projekti
|  | Zajednički poslužitelj ima još gradiva o temi Okrug Žilina |